# 姪甥
姪甥（或稱侄甥）指兄弟姊妹的子女，其中兄弟的子女稱為姪（或稱「侄」），而姊妹的子女稱為甥。
英語中則是另外一種區分方法，兄弟姊妹的兒子稱為Nephew，而兄弟姊妹的女兒稱為Niece。日語中，兄弟姊妹的兒子稱為「甥」，而兄弟姊妹的女兒稱為「姪」，分法與英語相同。
由於社會教育很少，甚至沒教稱謂，很多人會把姪甥的定義弄錯，例如把姐姐的兒子稱呼為姪子的情況。